# 2023—2024年澳洲地區熱帶氣旋季
2023－24年澳洲地區熱帶氣旋季，泛指在2023年7月至2024年6月內的任何時間在澳洲所產生的熱帶氣旋。大部份於澳洲地區的熱帶氣旋通常都會於11月至4月期間形成。
本條目的範圍僅侷限於赤道以南，東經90度-160度以內的澳洲地區水域。這範圍包括了澳大利亞、巴布亞新幾內亞、所羅門群島的西部地區、東帝汶和印度尼西亞的南部地區。在澳洲地區產生的熱帶氣旋是由澳洲、印尼和巴布亞新畿內亞命名，而美國聯合颱風警報中心會把在該地區的熱帶低氣壓的編號以S或P字母作結。
以下各熱帶氣旋資訊以熱帶氣旋存在期間的最強形態為準。

## 已被國際命名的熱帶氣旋

### 強烈熱帶氣旋賈斯柏（Jasper）
12月4日下午5時，熱帶擾動03F離開斐濟氣象局責任區進入澳洲海域，因此改由澳大利亞國家氣象局接續發報，同時，澳大利亞國家氣象局將其判定為熱帶低氣壓，給予編號02U。
12月5日下午3時，聯合颱風警報中心將其升格為熱帶風暴，給予熱帶氣旋編號03P。下午4時，澳大利亞國家氣象局將其升格為一級熱帶氣旋，並命名為賈斯柏。
12月6日上午9時，聯合颱風警報中心將其升格為一級熱帶氣旋。上午11時，澳大利亞國家氣象局將其升格為二級熱帶氣旋。下午2時，澳大利亞國家氣象局將其升格為三級強烈熱帶氣旋。
12月7日上午9時，聯合颱風警報中心將其升格為二級熱帶氣旋。
12月8日凌晨2時，澳大利亞國家氣象局將其升格為四級強烈熱帶氣旋。凌晨3時，聯合颱風警報中心將其升格為三級熱帶氣旋。上午9時，聯合颱風警報中心將其升格為四級熱帶氣旋。晚間9時，聯合颱風警報中心將其降格為三級熱帶氣旋。
12月9日凌晨3時，聯合颱風警報中心將其降格為二級熱帶氣旋。下午3時，澳大利亞國家氣象局將其降格為三級強烈熱帶氣旋。同時，聯合颱風警報中心將其降格為一級熱帶氣旋。
12月10日凌晨3時，澳大利亞國家氣象局將其降格為二級熱帶氣旋。同時，聯合颱風警報中心將其降格為熱帶風暴。
12月11日凌晨3時，澳大利亞國家氣象局將其降格為一級熱帶氣旋。
12月12日下午3時，澳大利亞國家氣象局再度將其升格為二級熱帶氣旋。晚間8時，澳大利亞國家氣象局再度將其降格為一級熱帶氣旋。
12月13日下午2時，澳大利亞國家氣象局三度將其升格為二級熱帶氣旋。晚間7時，澳大利亞國家氣象局表示其已在Wujal Wujal附近登陸。晚間9時，澳洲國家氣象局三度將其降格為一級熱帶氣旋。
12月14日上午9時，澳大利亞氣象局將其降格為後熱帶氣旋。

### 強烈熱帶氣旋安格瑞克 （Anggrek）
1月8日，澳大利亞國家氣象局在巴東以西監測到一個低壓，並將其升格為熱帶性低氣壓，給予編號04U。
1月11日，美國海軍研究實驗室給予其擾動編號98S。
1月15日下午2時，聯合颱風警報中心將其升格為熱帶風暴，並給予熱帶氣旋編號06S。晚間9時，澳大利亞國家氣象局將其升格為一級熱帶氣旋，並由雅加達熱帶氣旋警告中心命名為安格瑞克。
1月20日下午2時，聯合颱風警報中心將其升格為一級熱帶氣旋。晚間9時，澳大利亞國家氣象局將其升格為二級熱帶氣旋。
1月22日凌晨2時，聯合颱風警報中心將其降格為熱帶風暴。上午8時，澳大利亞國家氣象局將其降格為一級熱帶氣旋。
1月24日下午2時，澳大利亞國家氣象局再度將其升格為二級熱帶氣旋。同時，聯合颱風警報中心再度將其升格為一級熱帶氣旋。晚上8時，澳大利亞氣象局將其升格為三級強烈熱帶氣旋。
1月25日晚上8時，系统離開澳大利亞氣象局責任範圍，因此改由留尼旺氣象部繼續發報。

### 強烈熱帶氣旋基里利 （Kirrily）
1月9日，澳大利亞國家氣象局將位於喀本塔利亞灣的低壓升格為熱帶性低氣壓，給予編號05U。
1月17日，美國海軍研究實驗室給予其擾動編號90P。
1月23日凌晨2時，聯合颱風警報中心將其升格為一級熱帶氣旋，並給予編號07P。
1月24日下午3時，澳大利亞國家氣象局將其升格為一級熱帶氣旋，並命名為基里利。
1月25日凌晨2時，澳大利亞國家氣象局將其升格為二級熱帶氣旋。下午2時，澳大利亞氣象局將其升格為三級強烈熱帶氣旋。同時，聯合颱風警報中心將其升格為一級熱帶氣旋。晚間9時，澳大利亞國家氣象局將其降格為二級熱帶氣旋；澳大利亞國家氣象局也表示其已在湯斯維爾附近登陸。
1月26日凌晨2時，澳大利亞國家氣象局將其降格為後熱帶氣旋。同時，聯合颱風警報中心將其降格為熱帶風暴。
2月1日上午10時30分，聯合颱風警報中心再次對其發佈熱帶氣旋形成警報。晚上8時，聯合颱風警報中心再次將其升格為一級熱帶氣旋。

### 熱帶氣旋林肯（Lincoln）
2月13日，一低壓在北領地東北東内陸形成，美國海軍研究實驗室給予其擾動編號93S。晚間8時，澳大利亞國家氣象局將其升格為熱帶低氣壓，並給予編號07U。
2月16日凌晨2時，聯合颱風警報中心將其升格為熱帶風暴，並給予熱帶氣旋編號14P。上午10時，澳大利亞國家氣象局將其升格為一級熱帶氣旋，並命名為林肯。下午5時，澳大利亞國家氣象局表示其已在博羅盧拉附近沿岸登陸。晚間8時，澳大利亞國家氣象局將其降格為後熱帶氣旋。
2月22日下午2時，聯合颱風警報中心再次將其升格為熱帶風暴。

### 強烈熱帶氣旋梅根（Megan）
3月11日上午8時，澳大利亞國家氣象局將阿拉弗拉海一低壓升格為熱帶低氣壓，並給予編號09U。
3月12日，美國海軍研究實驗室給予其擾動編號94S。
3月15日晚間8時，聯合颱風警報中心將其升格為熱帶風暴，並給予熱帶氣旋編號19P。
3月16日下午2時，澳大利亞國家氣象局將其升格為一級熱帶氣旋，並命名為梅根。晚間8時，澳大利亞國家氣象局將其升格為二級熱帶氣旋。
3月17日上午8時，澳大利亞氣象局將其升格為三級強烈熱帶氣旋。下午2時，聯合颱風警報中心將其升格為一級熱帶氣旋。晚間8時，聯合颱風警報中心將其升格為二級熱帶氣旋。
3月18日凌晨2時，聯合颱風警報中心將其升格為三級熱帶氣旋。

### 強烈熱帶氣旋内維爾（Neville）
3月3日，一低壓在科科斯群島西北方海域形成，美國海軍研究實驗室給予其擾動編號91S。
3月4日晚間8時，澳大利亞國家氣象局將其升格為熱帶低氣壓，並給予編號08U。
3月11日下午2時，聯合颱風警報中心將其升格為熱帶風暴，並給予熱帶氣旋編號18S。
3月20日下午2時，澳大利亞國家氣象局將其升格為一級熱帶氣旋，並命名為内維爾。晚間8時，澳大利亞國家氣象局將其升格為二級熱帶氣旋。
3月21日上午8時，澳大利亞國家氣象局將其升格為三級強烈熱帶氣旋。同時，聯合颱風警報中心將其升格為一級熱帶氣旋。下午2時，聯合颱風警報中心將其升格為二級熱帶氣旋。晚間8時，聯合颱風警報中心將其升格為三級熱帶氣旋。
3月22日凌晨2時，澳大利亞國家氣象局將其升格為四級強烈熱帶氣旋。同時，聯合颱風警報中心將其升格為四級熱帶氣旋。下午2時，聯合颱風警報中心將其降格為三級熱帶氣旋。晚間8時，聯合颱風警報中心將其降格為二級熱帶氣旋。
3月23日凌晨2時，澳大利亞國家氣象局將其降格為三級強烈熱帶氣旋。下午2時，聯合颱風警報中心將其降格為一級熱帶氣旋。
3月24日上午8時，澳大利亞國家氣象局將其降格為二級熱帶氣旋。同時，聯合颱風警報中心將其降格為熱帶風暴。下午2時，澳大利亞國家氣象局將其降格為後熱帶氣旋。此時，其跨過90度經線，進入西南印度洋範圍。

### 強烈熱帶氣旋奧爾加（Olga）
4月3日，一低壓在馬老奇縣西南方海域形成，美國海軍研究實驗室給予其擾動編號96S。
4月4日上午8時，澳大利亞國家氣象局將其升格為熱帶低氣壓，並給予編號11U。
4月6日凌晨2時，澳大利亞國家氣象局將其升格為一級熱帶氣旋，並將其命名為奧爾加（Olga）。同時，聯合颱風警報中心將其升格為熱帶風暴，並給予熱帶氣旋編號21S。晚間8時，澳大利亞國家氣象局將其升格為二級熱帶氣旋。
4月7日凌晨2時，聯合颱風警報中心將其升格為一級熱帶氣旋。上午8時，澳大利亞國家氣象局將其升格為三級強烈熱帶氣旋。下午2時，澳大利亞國家氣象局將其升格為四級強烈熱帶氣旋。同時，聯合颱風警報中心直接將其升格為三級熱帶氣旋。晚間8時，聯合颱風警報中心將其升格為四級熱帶氣旋。
4月8日上午8時，聯合颱風警報中心將其降格為三級熱帶氣旋。同時，澳大利亞國家氣象局將其降格為三級熱帶氣旋。下午2時，澳大利亞國家氣象局將其降格為二級熱帶氣旋。同時，聯合颱風警報中心將其降格為一級熱帶氣旋。晚間8時，聯合颱風警報中心將其降格為熱帶風暴。
4月9日凌晨2時，澳大利亞國家氣象局將其降格為一級熱帶氣旋。
4月10日凌晨2時，澳大利亞國家氣象局將其降格為後熱帶氣旋。

### 熱帶氣旋保羅（Paul）
4月8日，澳大利亞國家氣象局預料珊瑚海西面水域會有一個低氣壓形成，由於之前已預測有12U的存在，所以將其編號為13U。
4月9日，美國海軍研究實驗室給予其擾動編號97P。
4月10日上午8時，澳大利亞國家氣象局將其升格為熱帶低氣壓。
4月11日凌晨2時，澳大利亞國家氣象局將其升格為一級熱帶氣旋，並將其命名為保羅（Paul）。同時，聯合颱風警報中心將其升格為熱帶風暴，並給予熱帶氣旋編號22P。上午8時，澳大利亞國家氣象局將其升格為二級熱帶氣旋。

## 未被國際命名的熱帶氣旋

### 熱帶低氣壓01U
10月18日，一個低壓在吉里巴斯以南形成，美國海軍研究實驗室給予擾動編號90P。
10月19日上午8時，澳大利亞國家氣象局將其升格為熱帶低氣壓，給予編號01U。下午5時，系統離開澳大利亞國家氣象局責任範圍，因此改由斐濟氣象局接續發報。

### 熱帶低氣壓03U
1月7日，澳大利亞國家氣象局在約瑟夫·波拿巴灣上空監測到一個低壓，並將其升格為熱帶性低氣壓，給予編號03U。
1月14日，美國海軍研究實驗室給予其擾動編號99S。
1月23日，澳大利亞氣象局停止對其監測。

### 熱帶低氣壓06U
1月29日，澳大利亞國家氣象局在班德堡東北東海域監測到一個低壓，並將其升格為熱帶性低氣壓，給予編號03U。
1月30日，美國海軍研究實驗室給予其擾動編號94P。
2月2日清晨5時，系統離開澳大利亞國家氣象局責任範圍，因此改由斐濟氣象局接續發報。
2月4日下午2時，系統重新進入澳大利亞國家氣象局責任範圍，因此重新由澳大利亞國家氣象局發報。
2月8日凌晨2時，系統再次離開澳大利亞國家氣象局責任範圍，因此重新由斐濟氣象局發報。

### 熱帶低氣壓10U
3月11日，一低壓在馬老奇縣西南方海域形成，美國海軍研究實驗室給予其擾動編號93P。
3月12日晚間8時，澳大利亞國家氣象局將其升格為熱帶低氣壓，並給予編號10U。

### 熱帶低氣壓12U
4月4日，澳大利亞國家氣象局表示阿拉弗拉海會有一個低壓形成，並將其編號為12U。
4月12日下午2時，澳大利亞國家氣象局將其升格為熱帶低氣壓。
4月13日，美國海軍研究實驗室給予其擾動編號98S。

### 熱帶低氣壓14U
4月12日，澳大利亞國家氣象局將瓦努阿圖北部一個低氣壓升格為熱帶低氣壓。

### 熱帶低氣壓15U
4月15日，澳大利亞國家氣象局將阿拉弗拉海東部一個低氣壓升格為熱帶低氣壓。

### 熱帶低氣壓16U
5月4日，澳大利亞國家氣象局將班達海裏一個低氣壓升格為熱帶低氣壓。
5月5日，美國海軍研究實驗室給予其擾動編號91P。

## 氣旋季影響
以下表格顯示了2023－2024年澳洲地區熱帶氣旋季的所有熱帶氣旋以及它們的登陸資料。在括號內的死亡人數屬於非直接，但仍與風暴有關的死亡。所有破壞及死亡數字都包括風暴在擾動及溫帶氣旋階段時的資料。
| 風暴名稱     | 持續日期                                                                      | 最高強度         | 持續風速      | 氣壓         | 影響地區             | 損失 （美元） | 死亡人數 | 來源 |
| ------------ | ----------------------------------------------------------------------------- | ---------------- | ------------- | ------------ | -------------------- | ------------- | -------- | ---- |
| 01U          | 10月19日（離開澳洲海域）                                                      | 熱帶低氣壓       | 每小時45公里  | 1005百帕斯卡 | 無                   | 無            | 0        |      |
| 賈斯柏       | 12月4日（進入澳洲海域）－12月14日                                             | 五級強烈熱帶氣旋 | 每小時215公里 | 926百帕斯卡  | 索羅門群島、昆士蘭州 | 6.75億        | 1        |      |
| 安格瑞克     | 1月10日－1月25日（離開澳洲海域）                                              | 三級強烈熱帶氣旋 | 每小時150公里 | 968百帕斯卡  | 無                   | 無            | 0        |      |
| 03U          | 1月11日－1月23日                                                              | 熱帶低氣壓       | 風力不詳      | 991百帕斯卡  | 北領地西北方         | 無            | 0        |      |
| 基里利       | 1月12日－2月3日                                                               | 三級強烈熱帶氣旋 | 每小時120公里 | 978百帕斯卡  | 莫寧頓島、昆士蘭州   | 1200萬        | 0        |      |
| 06U          | 1月29日－2月8日（曾於2月1日至2月5日間離開，後再次進入，其後再次於2月8日離開） | 熱帶低氣壓       | 每小時55公里  | 997百帕斯卡  | 無                   | 無            | 0        |      |
| 林肯         | 2月13日－2月25日                                                              | 一級熱帶氣旋     | 每小時85公里  | 990百帕斯卡  | 無                   | 25000         | 0        |      |
| 内維爾       | 3月4日－3月24日（離開澳洲範圍）                                               | 四級強烈熱帶氣旋 | 每小時185公里 | 948百帕斯卡  | 無                   | 很少          | 0        |      |
| 梅根         | 3月11日－3月21日                                                              | 四級強烈熱帶氣旋 | 每小時165公里 | 955百帕斯卡  | 北領地、西澳洲       | 未知          | 0        |      |
| 10U          | 3月12日－3月15日                                                              | 熱帶低氣壓       | 風力不詳      | 1009百帕斯卡 | 無                   | 無            | 0        |      |
| 奧爾加       | 4月4日－4月11日                                                               | 五級強烈熱帶氣旋 | 每小時205公里 | 933百帕斯卡  | 無                   | 無            | 0        |      |
| 保羅         | 4月9日－4月13日                                                               | 二級熱帶氣旋     | 每小時95公里  | 994百帕斯卡  | 無                   | 無            | 0        |      |
| 12U          | 4月12日－4月14日                                                              | 熱帶低氣壓       | 風力不詳      | 1006百帕斯卡 | 無                   | 無            | 0        |      |
| 14U          | 4月12日－4月19日                                                              | 熱帶低氣壓       | 風力不詳      | 氣壓不詳     | 無                   | 無            | 0        |      |
| 15U          | 4月15日－4月20日                                                              | 熱帶低氣壓       | 風力不詳      | 氣壓不詳     | 無                   | 無            | 0        |      |
| 16U          | 5月4日－5月6日                                                                | 熱帶低氣壓       | 風力不詳      | 氣壓不詳     | 無                   | 無            | 0        |      |
| 季節總結     |                                                                               |                  |               |              |                      |               |          |      |
| 16個熱帶系統 | 2023年10月19日－2024年5月6日                                                  |                  | 每小時195公里 | 938百帕斯卡  |                      | 7.9億         | 1        |      |

## 風暴名稱

### 雅加達熱帶氣旋警告中心
如果一個熱帶氣旋在南緯0-10度和東經90-125度之間形成，雅加達熱帶氣旋警告中心就會使用下列列表中的名字為它命名。
| Anggrek         | Bakung（未用） | Cempaka（未用） | Dahila（未用） | Flamboyan（未用） |
| Kenanga（未用） | Lili（未用）   | Mangga（未用）  | Seroja（未用） | Teratai（未用）   |

### 莫爾茲比港熱帶氣旋警告中心
如果一個熱帶氣旋在南緯0-約10度和東經約141-約160度之間形成，在巴布亞新幾內亞的莫爾茲比港熱帶氣旋警告中心就會為它命名。在此區形成的熱帶氣旋比較罕見，在2007年氣旋季後此區一直沒有熱帶氣旋形成。 此區的熱帶氣旋名字會在下列列表中隨機使用. 
| Alu（未用）  | Buri（未用） | Dodo（未用） | Emau（未用） | Fere（未用）  |
| Hibu（未用） | Ila（未用）  | Kama（未用） | Lobu（未用） | Maila（未用） |

### 澳大利亞國家氣象局
由2008–09年氣旋季開始，澳大利亞國家氣象局只會使用一個列表的名字為熱帶氣旋命名。但澳大利亞國家氣象局仍在珀斯、達爾文和布里斯本設熱帶氣旋警告中心。並監控在澳大利亞地區的熱帶氣旋和為在雅加達熱帶氣旋警告中心和莫爾茲比港熱帶氣旋警告中心地區形成的熱帶氣旋發出特別警告。橙色字體為下一個將會使用的名字。
| Jasper | Kirrily       | Lincoln      | Megan         | Neville       | Olga          |
| Paul   | Robyn（未用） | Sean（未用） | Tasha（未用） | Vince（未用） | Zelia（未用） |

## 外部連結
- 澳大利亞國家氣象局（页面存档备份，存于）
- 美國聯合颱風警報中心（页面存档备份，存于）
- 雅加达热带气旋警告中心（页面存档备份，存于）
- 莫爾茲比港熱帶氣旋警告中心（页面存档备份，存于）